# Svetilište Gospe Lurdske
Svetilište Gospe Lurdske je područje od katoličkog svetilišta (pećine) do Gospe Lurdske u gradu Lurdu, Francuska. Svetilište je odredište za hodočasnike; kruže glasine da su bolesni hodočasnici čudesno izlečeni vodom iz Lurda. Ovo zemljište je u vlasništvu i pod upravom rimokatoličke crkve i ima nekoliko funkcija, uključujući bogoslužbene aktivnosti, kancelarije i smeštaj bolesnih hodočasnika i njihovih pomagača. Svetilište uključuje samu pećinu, obližnje slavine koje dele lurdsku vodu i kancelarije Lurdskog medicinskog zavoda, kao i nekoliko crkava i bazilika. Kompleks se prostire na površini od 51 hektara i uključuje 22 odvojena centra bogosluženja. Postoji šest službenih jezika svetilišta: francuski, engleski, italijanski, španski, holandski i nemački.

## Istorija
Svetilište Gospe Lurdske u Francuskoj osnovano je u 19. veku. Godine 1858, od 11. februara do 16. jula, 14-godišnja seljanka zvana Bernadet Subiru videla je viziju Device Marije. Vizija je bila Marija kako stoji pored ružinog grma na ulazu u pećinu Masabijel, na levoj obali potoka. Bernadet je ovu viziju videla 18 puta. Rečeno joj je da će se pojaviti izvor i da će ljudi doći u povorci.
Na kopnu omeđenom petljom reke Gav de Po nalazi se izdanak stene zvane Masabijel, (od masse vieille: „stara masa“). Na severnom delu ove stene, u blizini obale reke, nalazi se prirodna plitka pećina nepravilnog oblika, u kojoj su se dogodila ukazanja.
U vreme ukazanja, pećina je ležala podalje izvan grada, na zajedničkom terenu koji su seljani različito koristili za ispašu životinja, sakupljanje drva za ogrev i kao odlagalište smeća, i bio je na glasu kao neprijatno mesto.
Godine 1864, Lionski vajar Žozef-Hjuz Fabiš je iznajmljen da na osnovu Bernadetinih opisa stvori statuu Gospe Lurdske. Iako je to postao ikonski simbol Gospe Lurdske, statua prikazuje lik koji je ne samo stariji i viši od Bernadetinog opisa, već i više u skladu sa ortodoksnim i tradicionalnim prikazima Device Marije. Kip počiva u niši u kojoj se Bogorodica ukazala Bernadeti. Prvobitni grm divlje ruže uništili su ubrzo nakon ukazanja hodočasnici koji su tražili relikvije, ali je noviji zasađen u blizini.
Zbog francuskog političkog preokreta koji je rezultirao prinudnim odvajanjem crkve i države, imovina i zemljište bili su oduzeti crkvi i vraćeni u vlasništvo grada 1910. Tadašnji biskup, mons. Fransoa-Gzavje Šoefer osporio je ovu konfiskaciju i bilo mu je dozvoljeno da zakupljuje Svetilište od grada do izbijanja Prvog svetskog rata 1914.
Kasnije je poseta Maršala Peta 1941. godine u Lurdu obezbedila zvanično priznanje Svetilište. Crkveni službenici su uspešno podneli molbu Petu da dozvoli crkvi da povrati vlasništvo nad Svetilište.

## Lurdska voda
Lurdska voda teče iz izvora na istom mestu gde ju je otkrila Bernadet. Originalni izvor se može videti unutar pećine, osvetljen odozdo i zaštićen staklenim paravanom. Hodočasnici piju lurdsku vodu zbog njene cenjene lekovite moći. Vodi se pristupa iz pojedinačnih slavina smeštenih između pećine i kupališta. Voda iz Lurda detaljno je analizirana od strane nezavisnih hemičara 1858. i 1859. godine, i čini se da nema latentnu moć lečenja i da nema posebna naučna ili lekovita svojstva. Uprkos tome, voda je sama po sebi jak simbol posvećenosti za hodočasnike u Lurdu, a mnogi kupuju statue i brojanice na kojima se nalaze male boce s tom vodom, ili nose kući velike plastične posude napunjene tom vodom.

## Glavne crkve

### Kripta
Kripta je bila prva crkva koja je završena, i danas je među najmanjima. Izgradnju su započeli Abe Pejramal i Mgr. Lorens. Bernadetin otac je radio na njenoj izgradnji i bio je prisutan na njenom zvaničnom otvaranju, na nedelju Duhova, 1866.
Naos je malo alo zapaženo svojstvo, kao i ogromni stubovi koji podupiru težinu gornje bazilike, koja je sagrađena na njemu.
U Kriptu se ulazi hodnikom, čijim ulazom dominira velika bronzana statua Svetog Petra, koji drži ključeve Carstva nebeskog. Nasuprot stoji statua Pija X. Zidovi hodnika i naos su obloženi malim mermernim pločama, poznatim kao ex voto ploče, donirane zahvaljujući primljenim duhovnim uslugama.

### Gornja bazilika
Bazilika Bezgrješnog začeća, poznata pod nazivom Gornja bazilika, bila je druga od završenih crkava, a osvećena je 1876. To je impresivna, složena zgrada u gotskom stilu, koju je projektovao arhitekta Hipolite Durand, a na jednoj strani izgleda kao da izazi direktno iz stene Masabjel (svetilište je neposredno iznad pećine). Zidovi su obloženi sa ex voto pločama i transparentima zvaničnih Nacionalnih hodočašća iz prošlosti. Ona ima seriju vitraža koji prikazuju različite događaje iz priče o Lurdu; prozori kliresora prikazuju Mariju kao drugu Evu.
Spoljašnjošću dominira 70m visok toranj i dva manja tornja (završena tek 1908). Iznad ulaza je mozaik koji prikazuje papu Pija IX, koji je definisao dogmu o Bezgrešnom začeću 1854. godine.

### Crkva Sv. Bernadet
Najnovija od glavnih centara bogosluženja je Crkva Svete Bernadet koja je osvećena 1988. godine. Izgrađena je nasuprot pećine preko reke, na mestu gde je Bernadet stajala tokom poslednjeg (18.) ukazanja.
Crkva Svete Bernadet je moderna zgrada sa srazmerno malo ukrasa. Dizajnirana je tako da u naos dobije što više prirodne svetlosti, i korišćeni su svetli materijali, što čini građevinu primetno svetlijim od Podzemne bazilike. Ovu crkvu je dizajnirao arhitekta Žan-Pol Feliks.
Ona je takođe svestranija zgrada. U naosu je predviđen prostor za 5.000 poklonika koji sede i 350 invalidskih kolica, ali se mogu izvući pregrade koje dele objekat na manje delove. Pored toga, građevina uključuje hemicikl, veliku predavaonicu koja se može koristiti za bogosluženja i niz konferencijskih soba i manjih soba koje se mogu koristiti za devocijske ili nedevocijske aktivnosti.

### Kapela Sv. Žozefa
Kapela Sv. Žozefa, nazvana u čast Marijinog supruga Svetog Josifa, nalazi se na samom kraju Esplanade, u blizini kapije Svetog Mišela. To je moderna, betonska crkva, uglavnom pod zemljom, sa malo prirodnog svetla. Dizajnirao ju je Pjer Vago, a osvećena je 1. maja 1968. godine. Ova građevina može da primi 450 poklonika koji sede i 80 osoba u invalidskim kolicima.

### Lurdske pećine
Mjesto na kojem je Bernadette Soubirous, kako se kaže, vidjela Lurdska ukazanja, naziva se Lurdske pećine, što je najpoznatije mjesto u svetilištu. Voda Lurda teče iz izvora koji se nalazi unutar pećine. Od 2014. do 2018. godine, okruženje pećine je modificirano kako bi se olakšao prolazak hodočasnika kroz različite objekte oko pećine. Na obalama je izgrađena nova šetnica, iz pećine su uklonjene slavine za vodu sa izvora, napravljene su nove česme za hodočasnike, obnovljena kupatila i izgrađen novi most. Na desnoj obali podignuta je kapela svjetla za hodočasnike da pale svijeće.
- Novi prostor ispred Pećine de Masabjel
- Novopošumljena površina uzvodno od poćine
- Novi most kod pećine se može podići u slučaju poplave
- Nove kapele svetla
- Gorionice sveća unutar kapele svetla
- Nova nadstrešnica na ulazu u bazene
- Nove fontane
- Pećina Masabjel

## Skepticizam i kritika
Od najranijih Lurdskih ukazivanja vodila se intenzivna rasprava o njihovoj istinitosti. Najraniji istražitelji, uključujući sveštenika Abea Dominika Pejramala i šefa policije Dominika Žakometa. Njih dvoje su u početku bili uvereni da imaju posla s podvalom (obojica su se kasnije predomislili), a nekoliko istraživača je od tada više aspekata Lurdskog fenomena dovodilo u pitanje.
Ukazanja u Lurdu dogodila su se u pozadini bogate mreže narodne pobožnosti, koja je bila visoko zastupljena u celoj regiji Pireneja u 19. veku. U decenijama pre 1858. godine, nekoliko dece u malim pirenejskim selima (sa obe strane granice) tvrdilo je da je videlo ukazanja Device Marije na udaljenim lokacijama. Mnogi smatraju da je Bernadet jednostavno ponavljala dobro isprobani trik da bi stekla pažnju i reputaciju. Vernici tvrde da to nije verovatno, budući da je Bernadet tvrdila da je dama nazivala sebe „bezgrešnim začećem“, pozivajući se na doktrinu formalno uspostavljenu pre samo četiri godine i sa kojom Subiru verovatno nije bio upoznata.
Moderni Lurd sadrži mnoge prodavnice suvenira. Nekim posetiocima se možda neće svideti komercijalizam delova Lurda, a prodavnice ukrašene neonom preplavljene su onim što je Malkolm Mugridž, pristalica svetilišta, nazvao „nakinđurenim moštima, brik-a-brikom pobožnosti“. Lurd je nazvan „Diznilendom katoličke crkve“. Kritičari tvrde da Lurdski fenomen nije ništa drugo nego značajan izvor prihoda za grad i region, koji stoga ima snažan interes da održi priliv hodočasnika. Crkva se, međutim, distancira od komercijalizacije. Mnogo štandova sa tričarijom je u privatnom vlasništvu, a piljarima je strogo zabranjen pristup unutar svetišta.

## Literatura
- Oliver Todd, The Lourdes Pilgrim, Matthew James Publishing, 2003
- Herald, Catholic. „70th official miraculous healing at Lourdes”. catholicherald.com. Приступљено 2020-02-04.
- Ruth Harris, Lourdes: Body and Spirit in the Secular Age, Penguin Books, 1999.
- „Lourdes: les travaux de réaménagement de la Grotte de Massabielle débutent mercredi”. France 3 Occitanie (на језику: француски). Приступљено 2019-01-08.
- Le Guide Officiel des Sanctuaires, Ed. Sanctuaires Notre Dame de Lourdes,  2-914971-05-2.
- Harris, Ruth (1999). Lourdes: Body and Spirit in the Secular Age. London: Penguin Books. ISBN 0-7139-9186-0.
- Lourdes 4. Nd.edu. Retrieved on 2011-09-19.
- Émile Zola, Lourdes, 1894, quoted in Ruth Harris, Lourdes: Body and Spirit in the Secular Age, Penguin Books, 1999
- A. Pépin, "Le Père François Picard: directeur de l'association de Notre-Dame de Salut at des pèlerinages nationaux", Pages d'archives no.3 (November 1963) p. 225, quoted in Ruth Harris, Lourdes: Body and Spirit in the Secular Age, Penguin Books, 1999
- According to one of the chaplains interviewed in the 2008 EWTN documentary The Lourdes Experience.
- Lourdes: A People from Every Nation, Service Promotion des Sanctuaires Notre-Dame de Lourdes, 2002
- Miracle worker | Society. The Guardian.
- Lasserre, Henri (1906). Our Lady of Lourdes (11th изд.). New York: P. J. Kenedy & Sons.
- Laurentin, L. (1988). „Lourdes”. Marienlexikon. Regensburg: Eos Verlag.
- „La Vierge couronnée – Lourdes”. Архивирано из оригинала 2014-09-05. г. Приступљено 2014-09-04.
- „"Marie Reine, 22 août", Zenit, 21 Août 2013”.
- Glynn, Paul (2003). Healing Fire of Christ: Reflections on Modern Miracles. Ignatius Press.
- Harris, Ruth (1999). Lourdes: Body and Spirit in the Secular Age. Penguin Books. ISBN 0-71-399186-0.
- Marnham, Patrick (1982). Lourdes, A Modern Pilgrimage. Image Books.

## Spoljašnje veze
- „Lourdes”.

43° 05′ 51″ N 0° 03′ 30″ W / 43.09750° С; 0.05833° З